# Partido Popular Progresista (Alemania)
El Partido Popular Progresista (en alemán: Fortschrittliche Volkspartei, abreviado FVP) fue un partido político alemán de ideología liberal de izquierdas que existió de 1910 a 1918, en la época del Imperio alemán.

## Historia
Se formó el 6 de marzo de 1910 como una fusión del Partido Popular Librepensador (FVP), la Unión Librepensadora (FrVgg) y el Partido Popular Alemán (DtVP) con el fin de unificar a los diversos grupos liberales representados en el Reichstag. El FVP se convirtió en una fuerza importante en el Parlamento durante la Primera Guerra Mundial, uniéndose con los socialdemócratas y el Partido de Centro para formar una mayoría en el Reichstag. En la práctica, esto supuso que el FVP se convirtiera en un partido en el poder, algo que quedó eclipsado con el nombramiento de Friedrich von Payer como vicecanciller en 1917.
Entre los objetivos principales del partido se encontraban la ampliación de la influencia de la potente burguesía alemana y un aumento de las libertades políticas, las cuales hasta entonces se encontraban restringidas por los poderes del káiser. En materia de política exterior, el partido proponía una solución pacífica de los conflictos incluso concediendo un mayor poder al derecho internacional y a las instituciones internacionales de arbitraje.
El FVP representaba principalmente los intereses del comercio y la industria de exportación, la banca, los artesanos y los industriales.
El partido se disolvió en 1918 después de la caída del Imperio, con la mayoría de sus miembros uniéndose al nuevo Partido Democrático Alemán (Deutsche Demokratische Partei), que había sido el resultado de la fusión del FVP con los progresistas del ala izquierda del viejo Partido Nacional Liberal (Nationalliberale Partei).

## Miembros destacados
| - Gertrud Bäumer - Heinrich Wilhelm Dove - Anton Erkelenz - Otto Fischbeck - Theodor Heuss - Karl Heussenstamm | - Johannes Kaempf - Georg Kerschensteiner - Julius Kopsch - Helene Lange - Franz von Liszt - Friedrich Naumann | - Otto Nuschke - Hermann Pachnicke - Friedrich von Payer - Hugo Preuß - Ludwig Quidde - Karl Schrader | - Paul Stettiner - Rudolf Oeser - Reinhold Maier - Otto Wiemer |